# Deopalpus flavicornis
Deopalpus flavicornis är en tvåvingeart som först beskrevs av Henry J. Reinhard 1934.  Deopalpus flavicornis ingår i släktet Deopalpus och familjen parasitflugor.
Artens utbredningsområde är Kalifornien. Inga underarter finns listade i Catalogue of Life.